# Erdőkertes
Erdőkertes est un village et une commune du comitat de Pest en Hongrie.